# 優徳駅

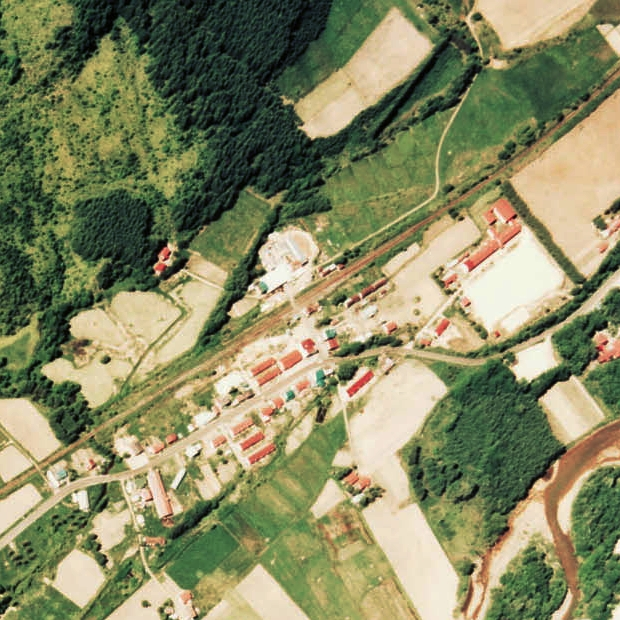
1976年の優徳駅と周囲約500m範囲。左下が伊達紋別方面。

優徳駅（ゆうとくえき）は、北海道（胆振支庁）有珠郡大滝村字優徳（現・伊達市大滝区優徳町）にあった日本国有鉄道（国鉄）胆振線の駅（廃駅）である。電報略号はユト。事務管理コードは▲131906。

## 歴史
- 1940年（昭和15年）12月15日 - 胆振縦貫鉄道伊達紋別駅 - 徳舜瞥駅（後の新大滝駅）間開通に伴い開業。一般駅[1]。
- 1944年（昭和19年）7月1日 - 胆振縦貫鉄道が戦時買収により国有化[1]。線路名を胆振線に改称、それに伴い同線の駅となる。
- 1971年（昭和46年）10月1日 - 貨物・荷物取扱い廃止[1][4]。無人駅となる[5]（簡易委託化[6]）。
- 1986年（昭和61年）11月1日 - 胆振線の廃線に伴い廃止となる[2]。

### 駅名の由来
所在地名より。1899年（明治32年）に当地が橋口文蔵に払い下げられた際、「徳舜瞥のうちの優れたところ（強調は引用者による）」との意で「優徳」と名付けたことに由来する。

## 駅構造
廃止時点で、単式ホーム1面1線を有する地上駅であった。ホームは線路の南東側（倶知安方面に向かって右手側）に存在した。かつては相対式ホーム2面2線を有する列車交換可能な交換駅であった。使われなくなった駅舎と反対側の1線は交換設備運用廃止後も伊達紋別方の転轍機と一部の線路が撤去された状態で側線として残っていた。ただし1983年（昭和58年）時点ではホームは撤去されていた。
無人駅（簡易委託駅）となっていたが、有人駅時代の駅舎が残っていた。駅舎は構内の南東側に位置し、ホームから少し離れていた。

## 利用状況
- 1981年度（昭和56年度）の1日乗降客数は24人[8]。

## 駅周辺
- 北海道道723号洞爺湖大滝線[9] - 現・国道453号（有珠国道）。
- 優徳簡易郵便局
- 伊達市立大滝小学校
- 北海道地区国立大学大滝セミナーハウス
- 長流川[9]

## 駅跡
広い空き地となっている。
1993年に新大滝駅跡から伊達紋別方へ約0.7kmの地点から当駅の先までの線路跡が約5.5kmに渡りサイクリングロードの「平成ふるさとの道」として整備され、2010年（平成22年）時点でも同様であった。

## 隣の駅
日本国有鉄道
胆振線
北湯沢駅 - 優徳駅 - 新大滝駅